# Kleines Nachtpfauenauge

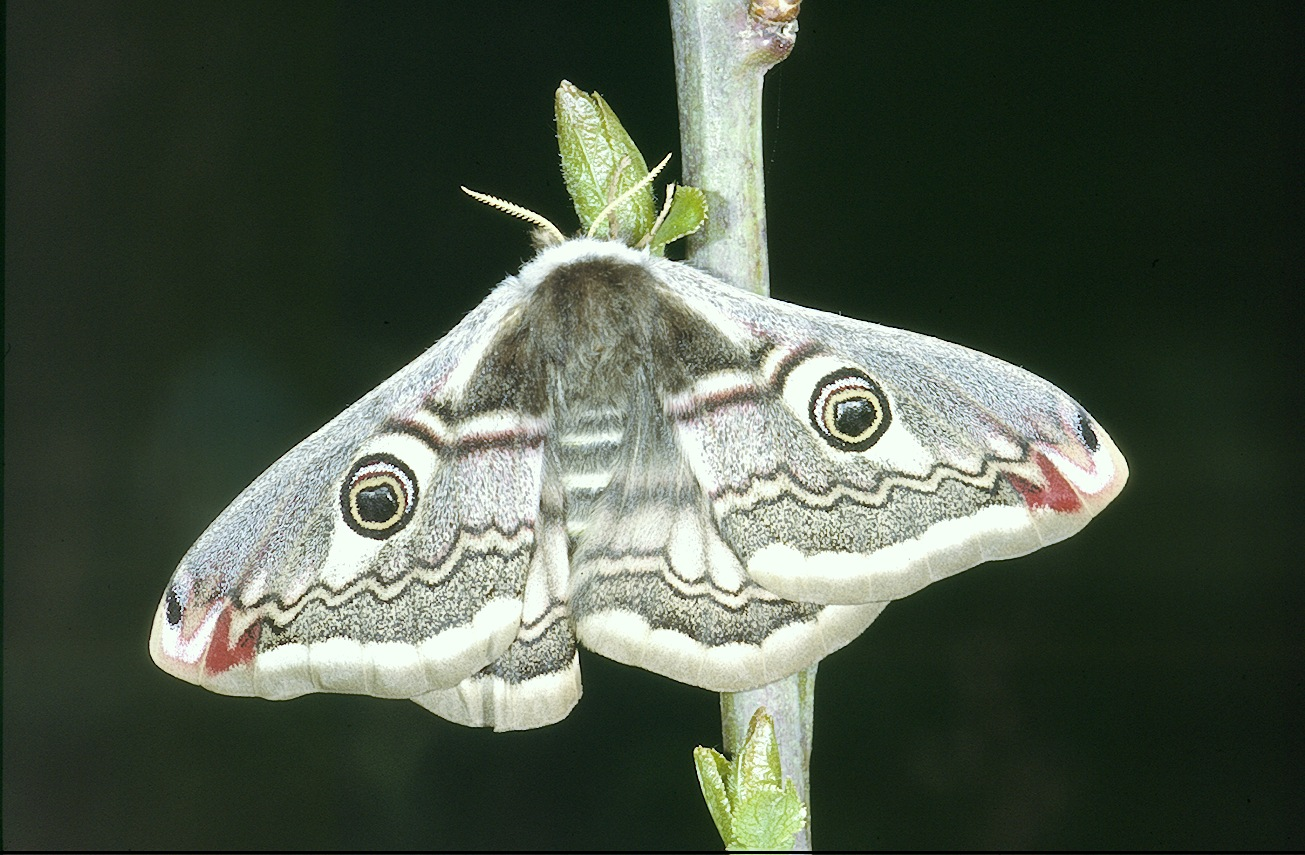
Weibchen

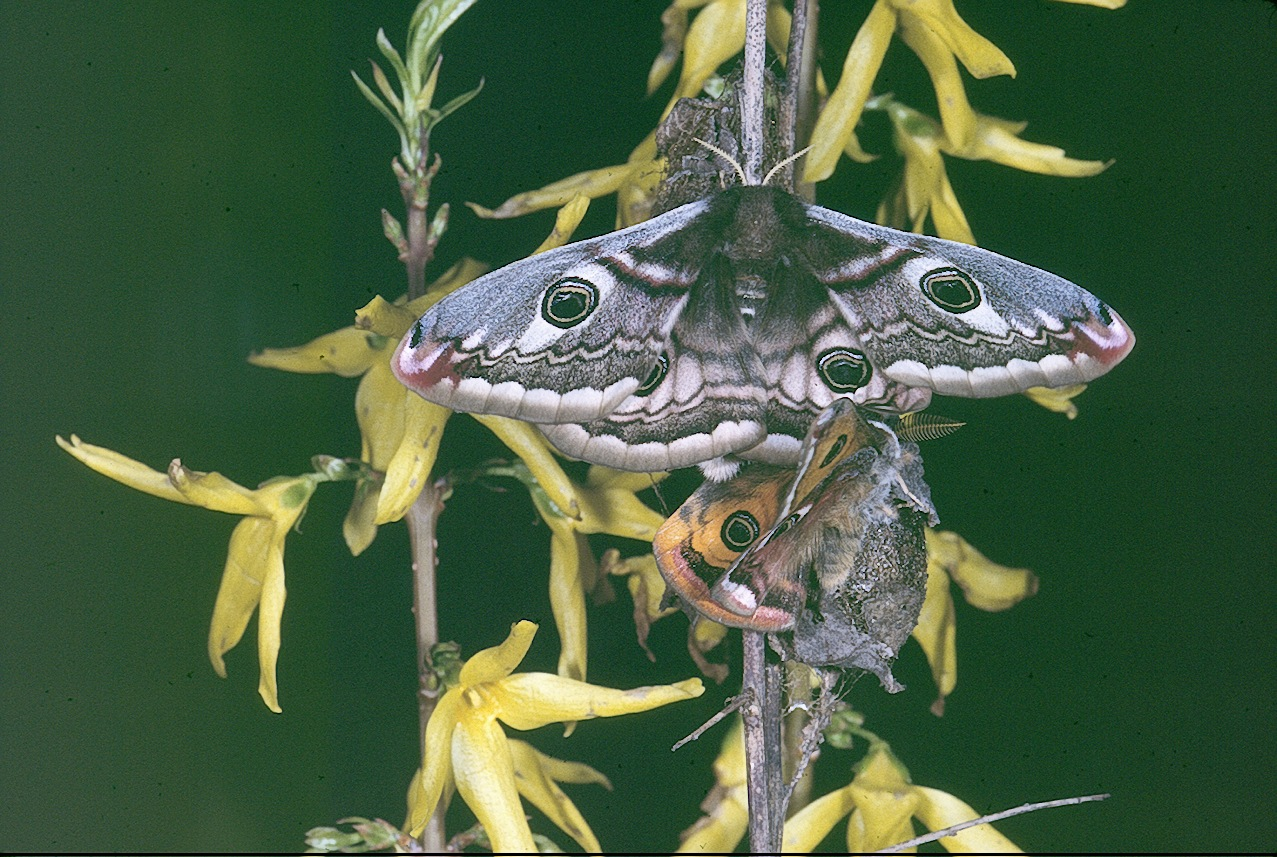
Paarung

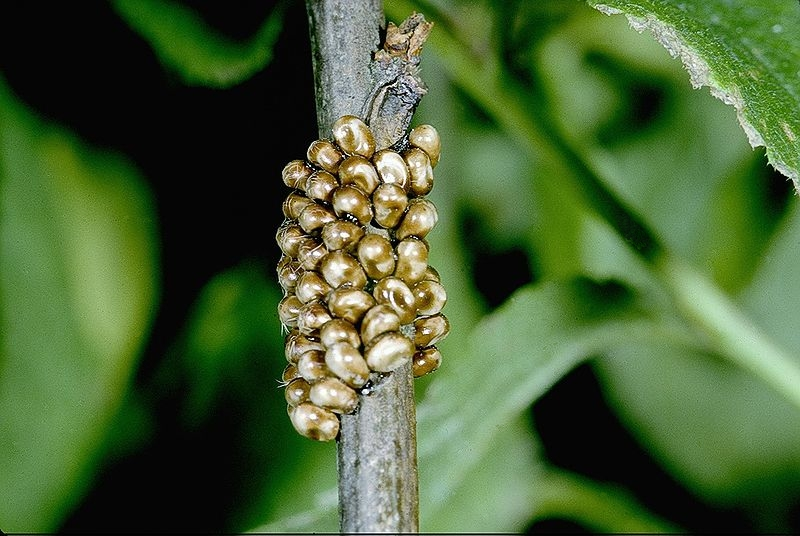
Gelege

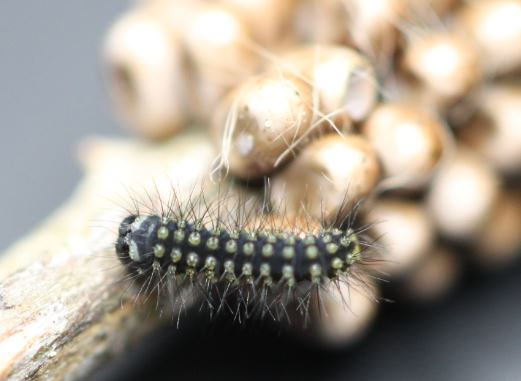
Frisch geschlüpfte Raupe

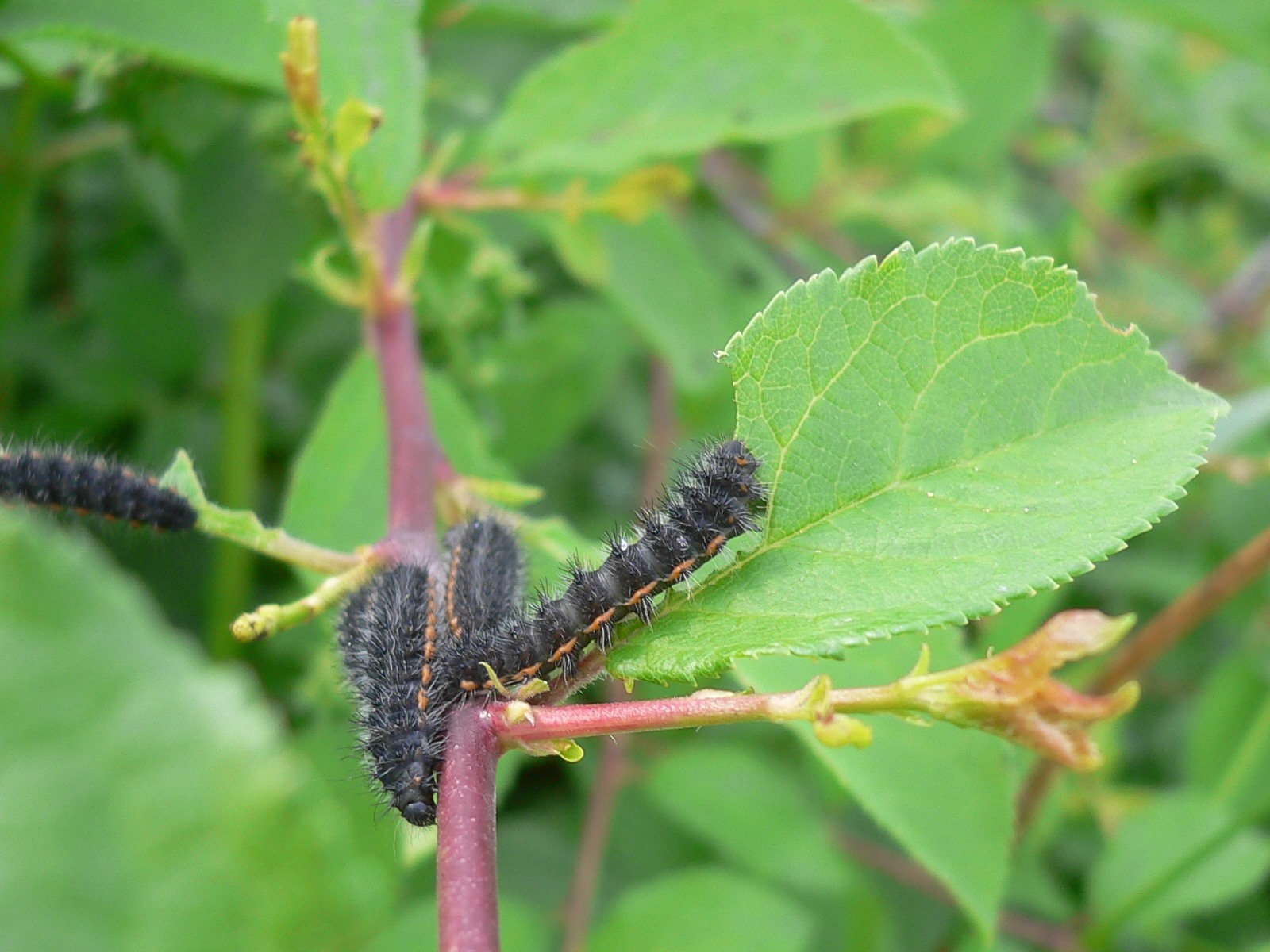
Jungraupen

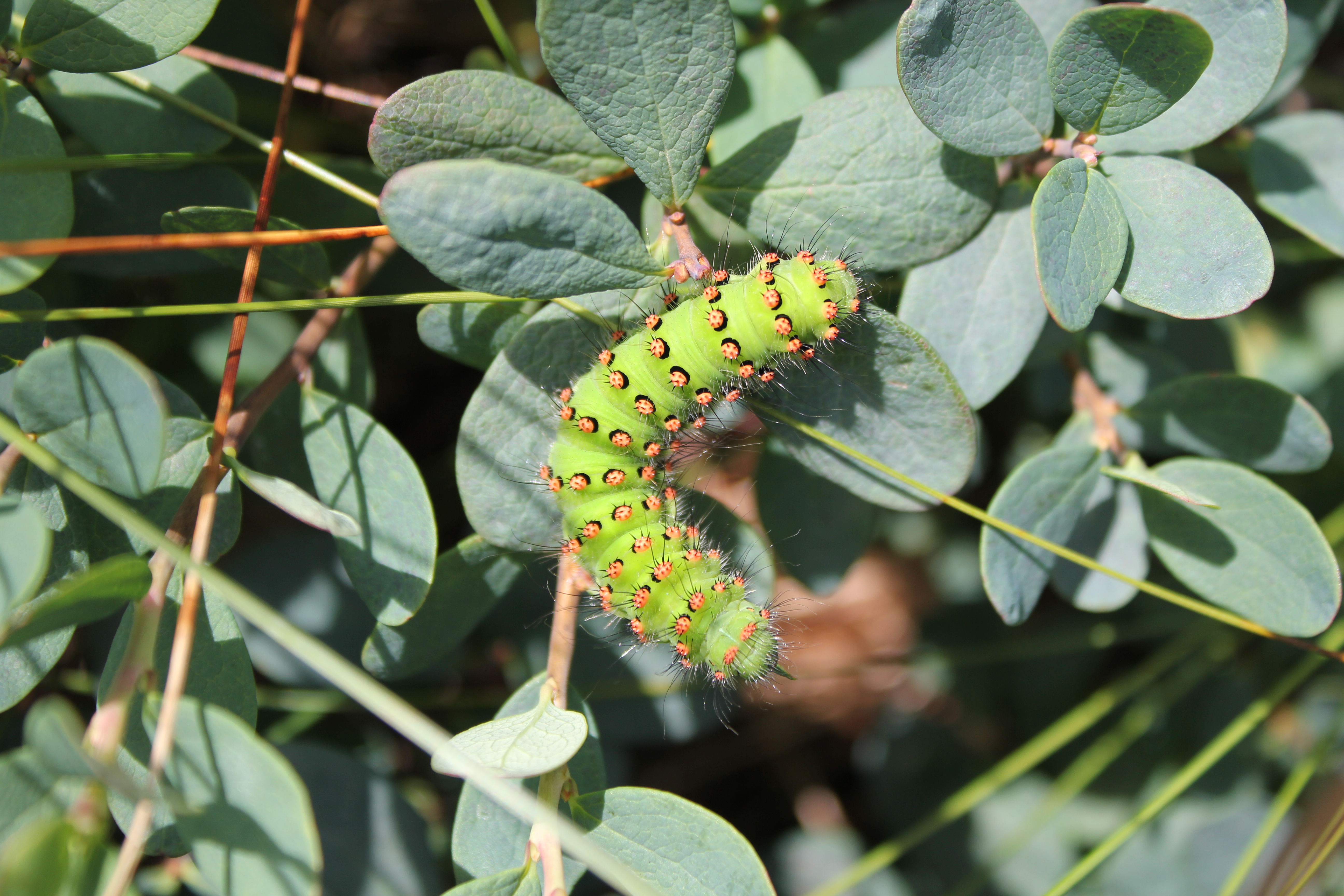
Halberwachsene Raupe auf Rauschbeere

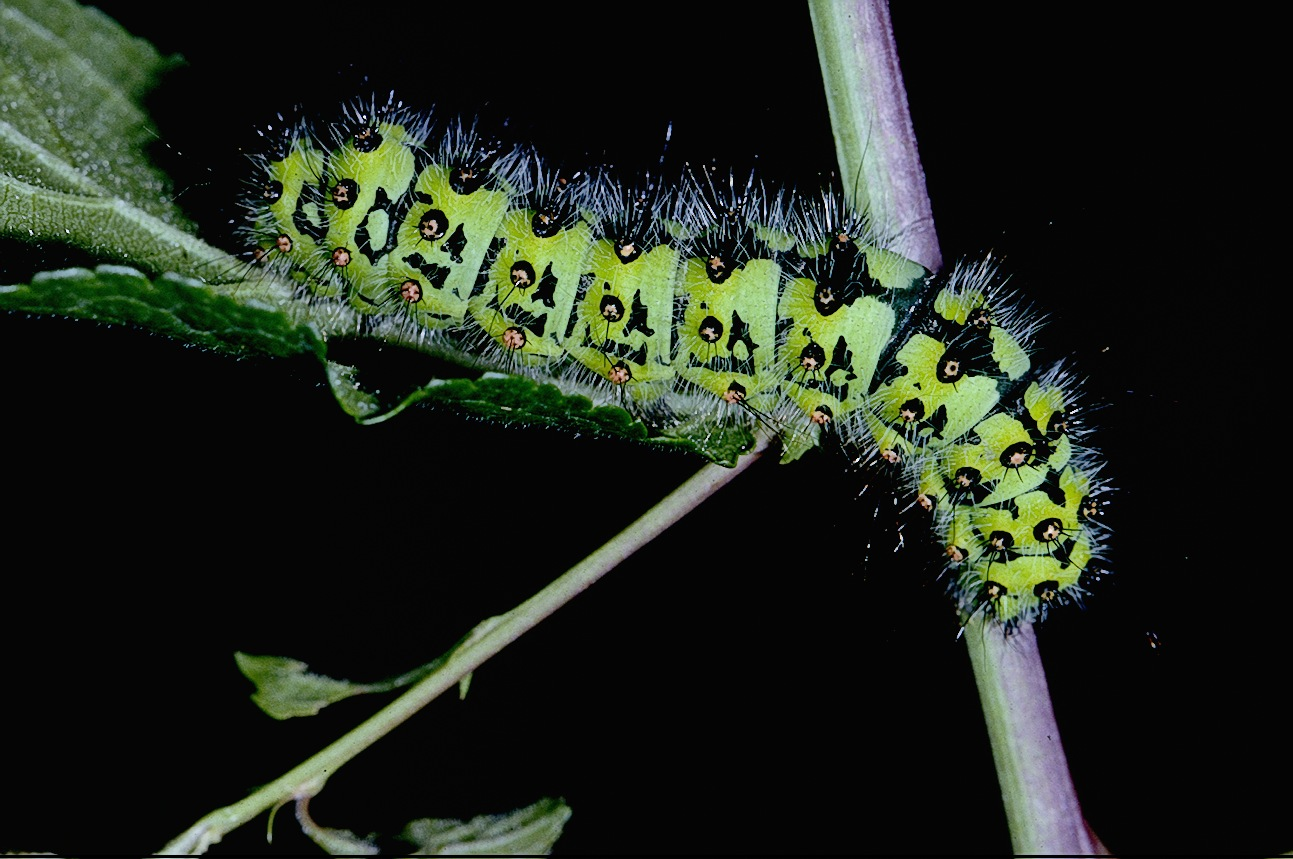
Ausgewachsene Raupe

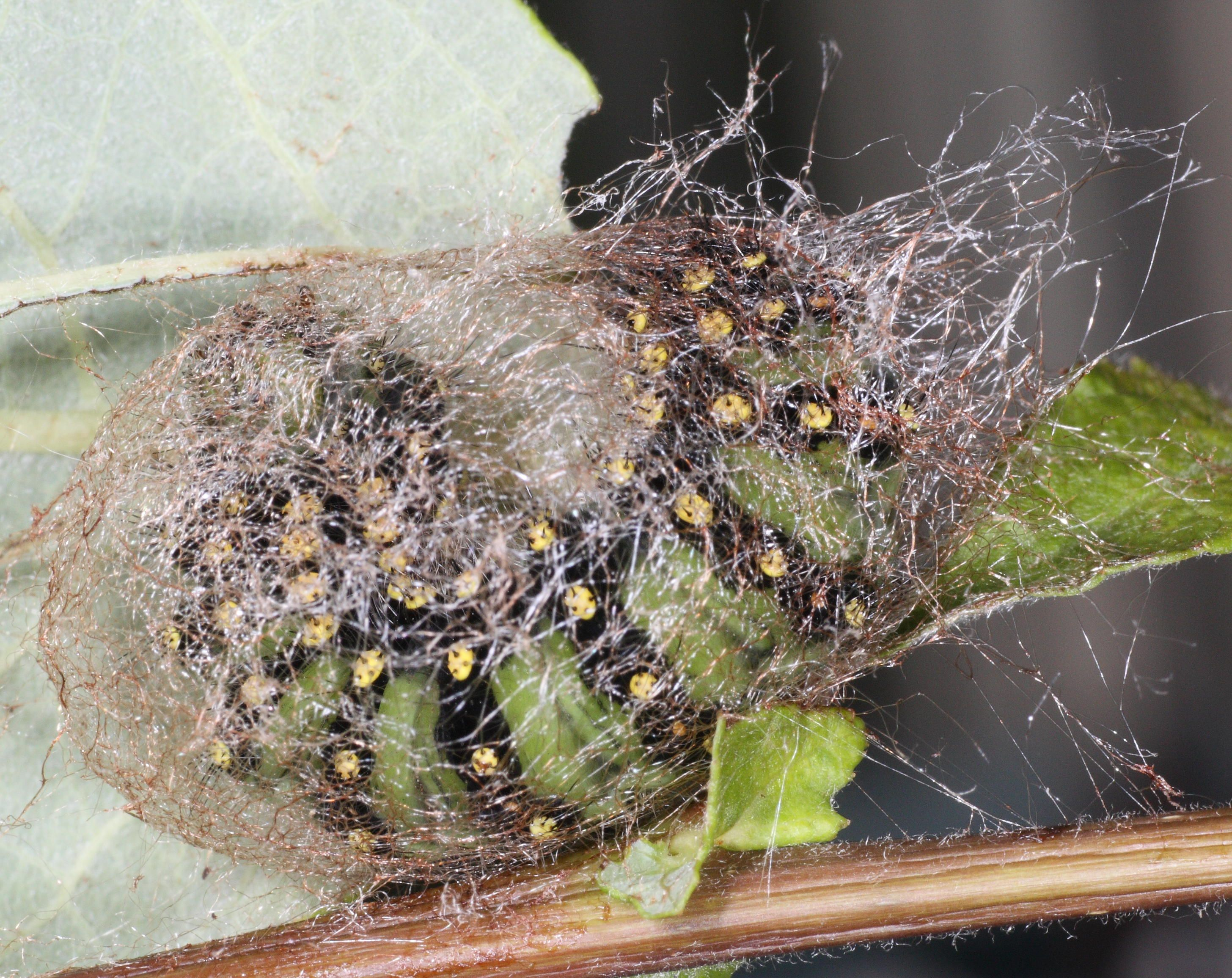
Raupe vor der Verpuppung im noch unfertig gesponnenen Kokon

Das Kleine Nachtpfauenauge (Saturnia pavonia) ist ein Schmetterling der Familie der Pfauenspinner (Saturniidae). Die Art wurde von der Bund NRW Naturschutzstiftung und der Arbeitsgemeinschaft Rheinisch-Westfälischer Lepidopterologen zum Schmetterling des Jahres 2012 gewählt.

## Beschreibung
Die Falter erreichen eine Flügelspannweite von 60 bis 85 Millimetern. Die Männchen haben grau und rosa gefärbte Vorderflügel, auf denen je ein dunkler Augenfleck sitzt, der in der Mitte einen gelben Ring hat. Um diesen herum ist ein weißes Feld. Der Flügelaußenrand ist dunkelgrau und dahinter weiß gerandet. Daran schließt ein breiter dunkelgrauer Querstrich an, der zur Flügelmitte hin durch eine helle, fein schwarz umrandete, gewellte Binde abgegrenzt wird. Eine weitere Binde grenzt das erste vom zweiten Flügeldrittel ab. Sie ist dunkel und zum Flügelansatz hin pink. Die Flügelspitzen sind ebenfalls pink gefärbt. Die Hinterflügel der Männchen sind wie die der Vorderflügel gemustert, nur haben sie eine gelborange Grundfarbe. Die Männchen haben große, gekämmte Fühler.
Die Weibchen haben die gleiche Musterung wie die Männchen, aber weiß und grau als Grundfarben beider Flügelpaare. Auf den Vorderflügeln sind nur die Spitzen und die beiden Binden, die die Flügel etwa dritteln, leicht pink gefärbt.

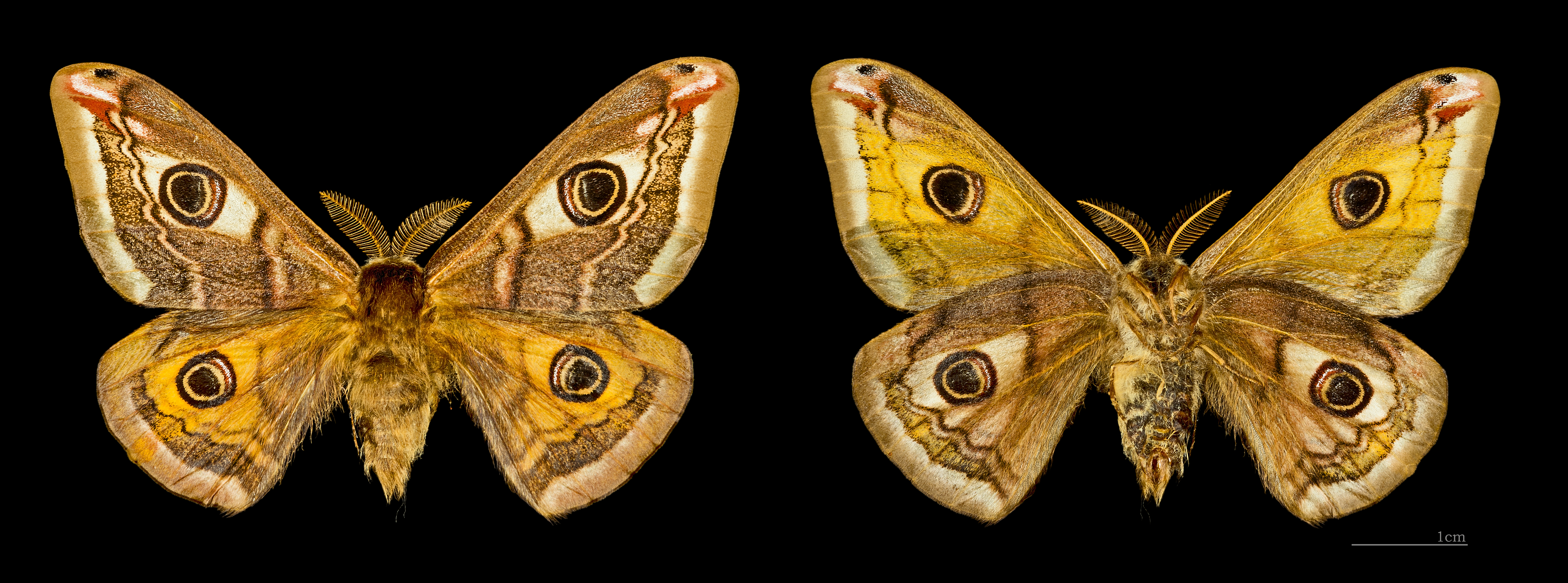
♂
♀

Die Raupen werden ca. 60 Millimeter lang und sind am Anfang schwarz gefärbt, bekommen dann orange Flecken an den Seiten und verfärben sich in zunehmendem Alter immer mehr nach grün. Ausgewachsen sind sie entweder komplett grün oder grün mit schwarzen Ringen. Sie haben dann rosa oder gelb gefärbte Warzen, aus denen einige wenige schwarze Haare wachsen. Die jungen Raupen haben eine dichtere, schwarze Behaarung.

### Ähnliche Arten
- Wiener Nachtpfauenauge (Saturnia pyri)
- Saturnia pavoniella
- Mittleres Nachtpfauenauge (Saturnia spini)

### Unterarten
- Saturnia pavonia pavonia (Linnaeus, 1768)[3]
- Saturnia pavonia josephinae (Schawerda, 1924) Der Status dieser Unterart ist noch nicht geklärt,[4] vermutlich handelt es sich um eine eigene Art.[5][6]

## Vorkommen
Die Tiere kommen in weiten Teilen Europas, östlich bis nach Sibirien vor. Sie sind bis weit in den Norden verbreitet, im Süden verläuft die Verbreitungsgrenze durch den Norden Spaniens, nördlich der Alpen durch die Slowakei, Kasachstan und den Kaukasus. Sie leben in offenem Gelände mit Bewuchs von Sträuchern und in lichten Wäldern. Sie sind in Mitteleuropa weit verbreitet und fast überall häufig.

## Lebensweise
Die Falter haben keine Mundwerkzeuge und können daher nur wenige Tage leben. Ihr Dasein beschränkt sich einzig und allein auf die Fortpflanzung. Die Männchen sind tagaktiv, im Gegensatz zu den nachtaktiven Weibchen. Erstere finden ihre Geschlechtspartner durch vom Weibchen ausgesandte Lockstoffe, die sie mit ihren großen Fühlern kilometerweit riechen können. Da die Weibchen tagsüber nur sitzen und nicht davonfliegen, ist ihre Ortung nur eine Frage der Zeit.

### Flugzeiten
Die Falter fliegen zwischen April und Mai, nur für etwa eine Woche.

### Nahrung der Raupen
Die Raupen ernähren sich von einer großen Anzahl verschiedener Pflanzen, haben aber eine Vorliebe für das Laub holziger Rosengewächse (Rosaceae). Einige Futterpflanzen sind Schlehe (Prunus spinosa), Apfelbaum (Malus domestica), Salweide (Salix caprea), Himbeere (Rubus idaeus), Brombeeren (Rubus fruticosus), Heidelbeere (Vaccinium myrtillus), Besenheide (Calluna vulgaris) und Wiesensalbei (Salvia pratensis).

## Entwicklung
Die Weibchen legen ihre ovalen, ockerfarbenen Eier in ringförmigen Gelegen um kleine Äste der Futterpflanzen. Die daraus schlüpfenden Raupen verpuppen sich in einem sehr festen, braunen und eiförmigen Kokon. Am einen Ende ist eine Reuse aus starren Borsten hinter einer runden Öffnung platziert. Durch diese können Feinde nicht eindringen, die fertig entwickelten Falter aber leicht schlüpfen. Die Puppen überwintern, manchmal mehrmals, bevor sie schlüpfen.